# Das Grab der Cybermen
Das Grab der Cybermen (The Tomb of the Cybermen) ist der 37. Handlungsstrang der britischen Science-Fiction-Fernsehserie Doctor Who. Er besteht aus 4 Episoden, die zwischen 2. September 1967 und dem 23. September 1967 ausgestrahlt wurden.

## Handlung
Auf dem Planeten Telos wird von einer archäologischen Expedition ein geheimer Eingang in einem Berg freigelegt. Gerade als die Forschergruppe die Höhle betreten will, materialisiert die TARDIS und der Doktor sowie seine Begleiter Jamie und Victoria schließen sich der Expedition an. Im Inneren findet die Gruppe eine von Cybermen benutzte Einrichtung um Waffen zu testen.

In einem der Räume entdeckt die Gruppe eine Lücke, die sie noch tiefer unter die Einrichtung bringt und dort angekommen entdecken sie eine riesige Gruft mit inaktiven Cybermen. Kaftan, die Leiterin der Forschungsgruppe, versiegelt den Eingang zur Gruft und sperrt den Doktor und einige Forscher, darunter Toberman, den persönlichen Assistenten von Kaftan, dort ein. Anschließend reaktiviert sie die dort eingeschlossenen Cybermen, die sich direkt daran machen auch ihren Anführer, den Cyber Controller, wiederzubeleben.

Victoria, welche bei Kaftan an der Oberfläche zurückgeblieben ist, erkennt ihre bösen Absichten und kann sie überwältigen – doch ohne genau zu wissen, wie man die Lücke wieder öffnet sucht sie nach anderen Mitglieder der Expedition, welche ihr weiterhelfen können. Im Inneren muss sich der Doktor dem Cyber Controller entgegenstellen, der vorhat, die ganze Forschergruppe in Cybermen umzuwandeln. Wie sich herausstellt handelt es sich bei der Gruft der Cybermen um einen Test um die intelligentesten Wesen zu finden und diese in Cybermen zu verwandeln.

Kurz bevor die Umwandlung beginnt kann Victoria mit der Hilfe der Forscher Hopper und Callum die Lücke öffnen und die in der Gruft eingesperrten Forscher retten, alle bis auf Toberman, welcher zurückbleibt um den Cyber Controller abzulenken. Kurz darauf greifen Kaftan und ihr Mitstreiter Klieg den Doktor, Jamie, Victoria und die Forschergruppe an, überwältigen sie und öffnen die Lücke, wodurch der Cyber Controller, begleitet von Toberman, welcher nun unter seiner Kontrolle steht, an die Oberfläche kommen kann. 

Kaftan und Klieg stellen sich dem Cyber Controller vor und versuchen ihm zu erklären, dass sie die Expedition absichtlich nach Telos geführt haben um die Cybermen wiederzuerwecken, doch der Controller ist alles andere als begeistert; Klieg wird von Toberman bewusstlos geschlagen und der Cyber Controller tötet kurzerhand Kaftan. Angesichts der Ereignisse versucht der Doktor Toberman gut zuzureden um ihn dadurch der Kontrolle der Cybermen zu entziehen, was ihm auch gelingt. Was folgt ist ein Kampf zwischen dem Cyber Controller und Toberman, in dessen Folge beide wieder durch die Lücke in Richtung der Gruft gedrängt werden können. Der Doktor versiegelt den Eingang zur Gruft und der Cyber Controller sowie Toberman werden durch einen elektrischen Schock getötet.

## Produktion
Die Arbeitstitel der Folge waren The Ice Tombs of Telos (zu deutsch Die Eisgrüfte auf Telos) und The Cybermen Planet (zu deutsch Der Cybermen Planet).

Das Serial sollte ursprünglich als Finale der vierten Staffel gesendet werden, wurde dann aber bis zum Start der fünften Staffel zurückgehalten.
In den Folgen hatten auch die Cybermats ihren ersten Auftritt, sie wurden durch Funk-Fernsteuerungen bedient, und in den Drehpausen dazu verwendet Deborah Watling am Set herumzujagen. Die Szene, in der die Cybermen aus ihrer Gruft erwachen, wurde komplett in einem Take aufgenommen.

## Einschaltquoten
1. The Tomb of the Cybermen, Episode 1 – 6 Millionen Zuschauer
2. The Tomb of the Cybermen, Episode 2 – 6,4 Millionen Zuschauer
3. The Tomb of the Cybermen, Episode 3 – 7,2 Millionen Zuschauer
4. The Tomb of the Cybermen, Episode 4 – 7,4 Millionen Zuschauer

## Besetzung und Synchronisation
Die deutsche Synchronfassung des Serials wurde bei der Metz-Neun Synchron Studio- und Verlags GmbH produziert. Das Dialogbuch schrieb Manuel Karakas, welcher sich auch für die Dialogregie verantwortlich zeichnete.
| Rolle                                  | Schauspieler | Synchronsprecher     |
| -------------------------------------- | --- | -------------------- |
| Der Doktor                             | Patrick Troughton | Michael Schwarzmaier |
| Jamie McCrimmon                        | Frazer Hines | David Schulze        |
| Victoria Waterfield                    | Deborah Watling | Jodie Blank          |
| Kaftan                                 | Shirley Cooklin | Uschi Hugo           |
| Toberman                               | Roy Stewart | Thomas Balou Martin  |
| Eric Klieg                             | George Pastell | Charles Rettinghaus  |
| Professor Parry                        | Aubrey Richards | Torsten Münchow      |
| John Viner                             | Cyril Shaps | Wolff von Lindenau   |
| Peter Haydon                           | Bernard Holley | Ricardo Richter      |
| Captain Hopper                         | George Roubicek | René Dawn-Claude     |
| Jim Callum                             | Clive Merrison | Michael Borgard      |
| Ted Rogers                             | Alan Johns | Felix Strüven        |
| Crewmitglied                           | Ray Grover |                      |
| Cyberman Anführer(Cyberman Controller) | Michael Kilgarriff | Manuel Karakas       |
| Cybermen                               | Peter Hawkins (Stimme) Hans de Vries Tony Harwood John Hogan Richard Kerley Ronald Lee Charles Pemberton Kenneth Seeger Reg Whitehead | Manuel Karakas       |

## Veröffentlichung
Eine Romanfassung geschrieben von Gerry Davis wurde 1978 unter dem Titel Doctor Who and the Tomb of the Cybermen von Target Books veröffentlicht.

Das Serial war eines von vielen, welches Teil der verschollenen Episoden der Serie war und sollte 1992 mithilfe von Telesnaps und einem Voice-Over von Jon Pertwee auf Video veröffentlicht werden. Es wurde jedoch Ende 1991 komplett in Hongkong gefunden und alle 4 Folgen wurden daraufhin im Mai 1992 auf Video veröffentlicht. Alle vier Folgen wurden 2002 zum ersten Mal auf DVD veröffentlicht und 2012 folgte eine Neuauflage mit neuem Bonusmaterial im Zuge der Doctor Who – Revisitation-Box-Sets.

Das komplette Serial erschien am 30. April 2020 erstmals mit deutscher Synchronfassung auf DVD durch Polyband Medien in einer Amazon-exklusiven limitierten Auflagen, welche neben den 4 Folgen noch diverse Bonusinhalte beilagen, wie zum Beispiel ein Postkarten-Set, eine Autogrammkarte von Frazer Hines uvm. Eine reguläre DVD-Version erscheint am 8. Mai 2020.